# Ax-les-Thermes
Ax-les-Thermes [aks le tɛʁm] (okzitanisch Ax oder Acs) ist ein südfranzösischer Ort und eine Gemeinde mit 1277 Einwohnern (Stand 1. Januar 2022) in der historischen Region Sabarthès nahe der Grenze zum Pyrenäenstaat Andorra. Bekannt ist der Ort für sein Thermalbad.

## Lage und Klima

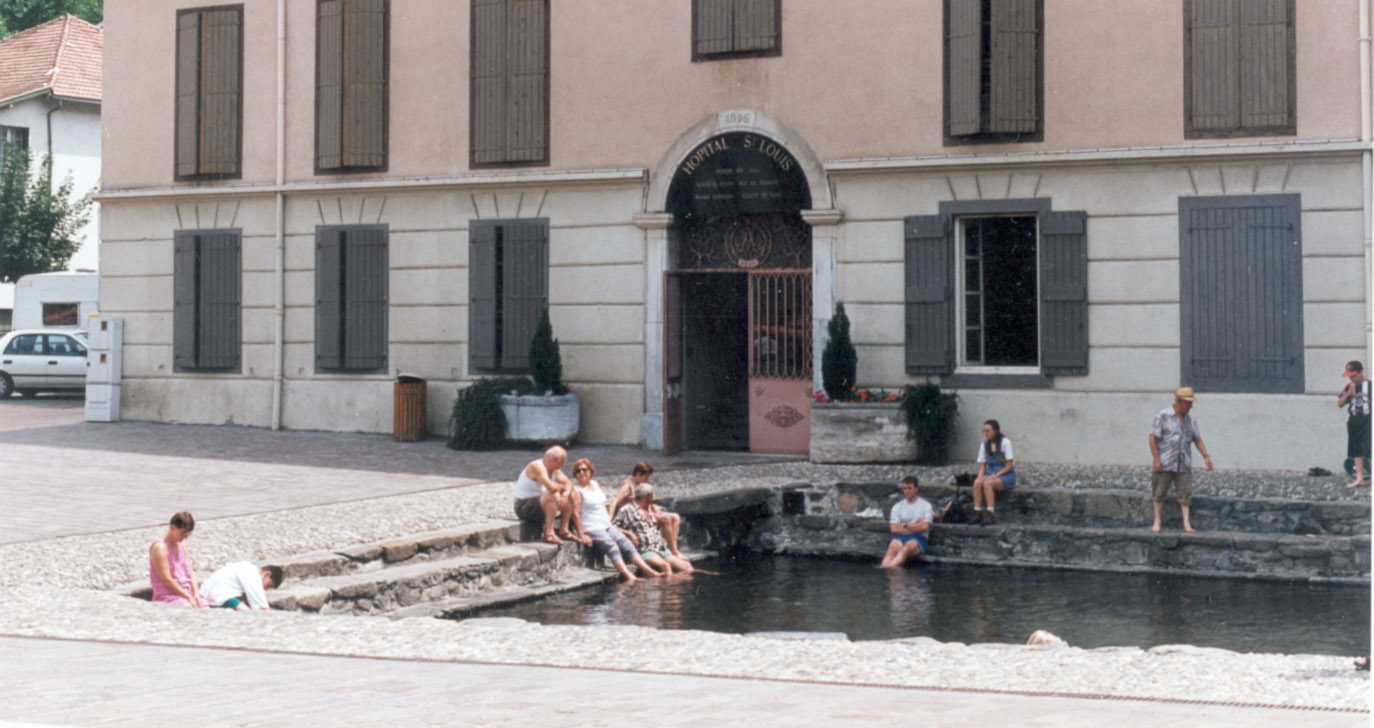
Bassin des Ladres und Kurhaus

Der Ort Ax-les-Thermes liegt in den französischen Pyrenäen auf einer Höhe von ca. 720 m am Zusammenfluss von Ariège, Oriège und Lauze. Die Stadt Foix ist etwa 45 km (Fahrtstrecke) in nordwestlicher Richtung entfernt; bis nach Toulouse sind es ca. 130 km. Die Route nationale 20 durchquert das Gemeindegebiet. Das Klima ist gemäßigt; Regen (ca. 780 mm/Jahr) fällt übers Jahr verteilt.

## Bevölkerungsentwicklung
| Jahr                       | 1800 | 1851 | 1901 | 1954 | 1999 | 2020 |
| Einwohner                  | 1504 | 1843 | 1503 | 1422 | 1441 | 1285 |
| Quellen: Cassini und INSEE |      |      |      |      |      |      |

Trotz der Mechanisierung der Landwirtschaft und die Aufgabe bäuerlicher Kleinbetriebe („Höfesterben“) ist die Einwohnerzahl der Gemeinde in etwa konstant geblieben.

## Wirtschaft
In früheren Zeiten lebten die Bewohner des Ortes weitgehend als Selbstversorger von der Landwirtschaft und der Viehzucht. Im 19. Jahrhundert verstärkte sich der Kurtourismus.

## Geschichte
Die Thermalquellen waren wohl schon in der Antike bekannt; römische Münzen wurden in der Nähe gefunden. Im Mittelalter gehörte Ax zur Grafschaft Carcassonne, dann zur Grafschaft Foix. Die gesamte Gegend war bis zu den Albigenserkriegen in hohem Maße von den Katharern geprägt.

## Sehenswürdigkeiten

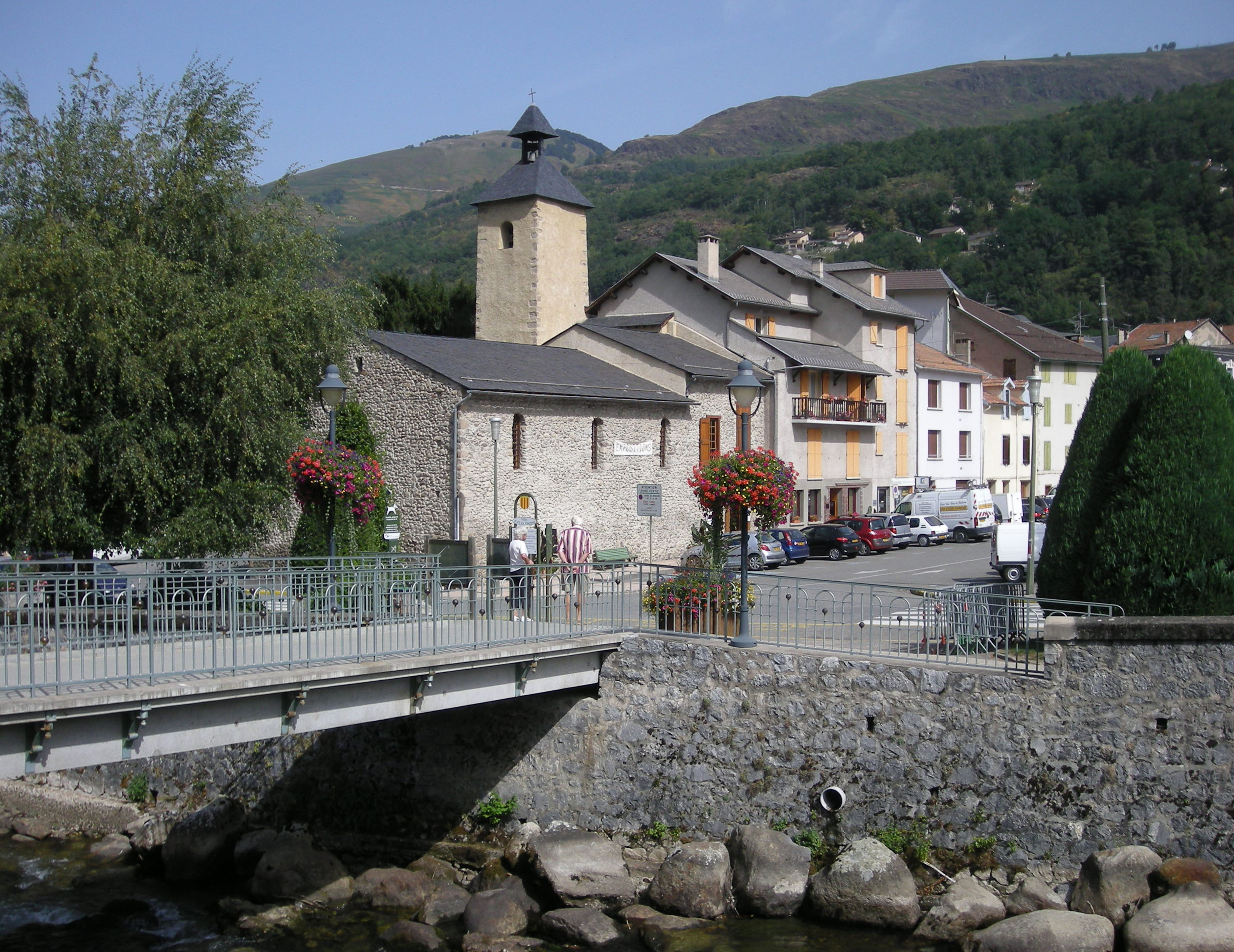
Kapelle Saint-Jérôme an der Place Saint-Jérôme

- Das Bassin des Ladres unmittelbar vor dem Thermenhaus wird von mehreren Warmwasserquellen gespeist.
- Das Casino sorgt für diverse Zerstreuungen.
- Die schlichte Kapelle Saint-Jérôme „der Blauen Büßer“ entstand im Jahr 1607 nach einem großen Brand. Sie dient heute als Ausstellungsraum.

## Verkehr

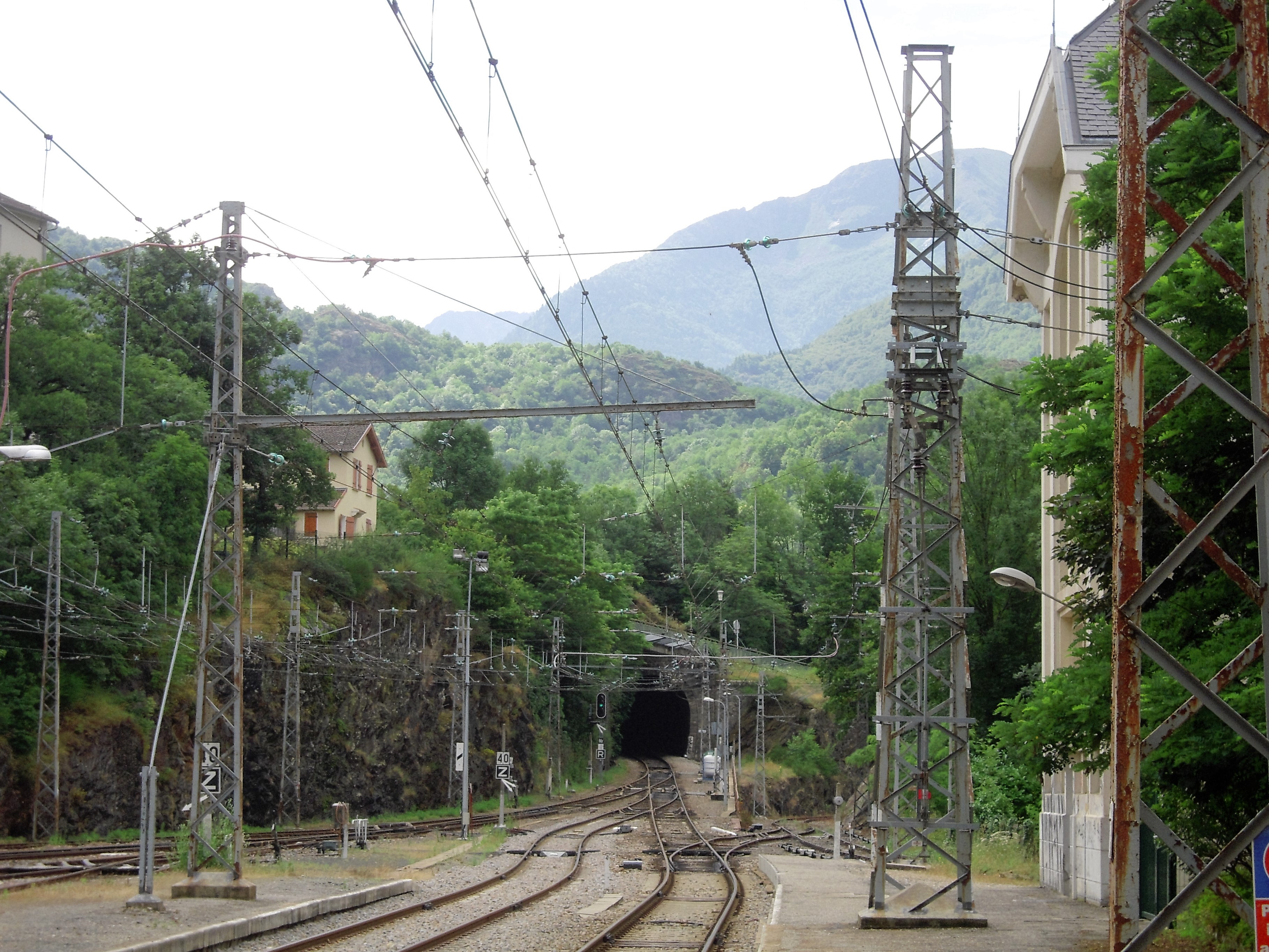
Südkopf des Bahnhofs mit Beginn des Pyrenäenanstiegs

Am 22. April 1888 wurde der Bahnhof Ax-les-Thermes als vorläufiger Endpunkt der Bahnstrecke Portet-Saint-Simon–Puigcerdà der Compagnie des chemins de fer du Midi et du Canal latéral à la Garonne (Midi) eröffnet.  Deren Verlängerung von Ax nach Latour-de-Carol ging am 22. Juli 1929 in Betrieb. Aktuell wird der Bahnhof von Zügen des TER Occitanie bedient.
Durch die Gemeinde verlaufen die Nationalstraße N 20 und mehrere Departementsstraßen, darunter die D 613 (ehemalige N 613). Die nächste Autobahnanschlussstelle ist Pamiers-Z.A. de Pic an der Autoroute A 66.

## Sport
Auf Grund seiner Lage in den Pyrenäen unterhalb von Ax-3 Domaines war der für Sommer- und Wintersport geeignete Ort bereits sieben Mal Ziel und sechs Mal Startpunkt einer Tour-de-France-Etappe; zuletzt bei der 12. Etappe der Tour de France 2010.

## Gemeindepartnerschaften
Ax-les-Thermes unterhält Partnerschaften mit der katalanischen Gemeinde Palafolls und mit der italienischen Gemeinde Poppi in der Toskana.

## Persönlichkeiten
- Udautus von Ax (ca. 405–452), Heiliger
- Peire Authié (1245–1310), Katharer
- Louis Gareau (1769–1813), General unter Napoleon
- Gatien Marcailhou (1807–1855), Arzt und Komponist